# Rineloricaria teffeana
Rineloricaria teffeana és una espècie de peix de la família dels loricàrids i de l'ordre dels siluriformes.

## Morfologia
Els mascles poden assolir els 14 cm de longitud total.

## Distribució geogràfica
Es troba a la conca del riu Amazones.